# Vallisia striata
Vallisia striata is een soort in de taxonomische indeling van de platwormen (Platyhelminthes). De worm is tweeslachtig en kan zowel mannelijke als vrouwelijke geslachtscellen produceren. De soort leeft in zeer vochtige omstandigheden.
De platworm behoort tot het geslacht Vallisia en behoort tot de familie Discocotylidae. De wetenschappelijke naam van de soort werd voor het eerst geldig gepubliceerd in  door Parona & Perugia 1890.